# Topaze (pel·lícula de 1933)
Topaze és una pel·lícula estatunidenca de pre-Codi de 1933 dirigida per Harry d'Abbadie d'Arrast i protagonitzada per John Barrymore i Myrna Loy. Es basava en l'obra de teatre francesa de 1928 del mateix nom de Marcel Pagnol. Una altra versió cinematogràfica de Topaze, aquesta feta en francès original va ser també estrenada aquell any, protagonitzada per Louis Jouvet en el paper principal. Posteriorment, el mateix Pagnol va dirigir una altra pel·lícula titulada Topaze el 1936.

## Argument
El professor Auguste A. Topaze (John Barrymore), un químic honest i ingenu i professor d'escola a l'Acadèmia Stegg de París, perd la feina quan es nega a accedir a una petició de la baronessa de La Tour-La Tour de alterar les files del seu fill malcriat, Charlemagne.
El mateix dia, divendres 13, Topaze visita l'amant del baró de La Tour, la seva minyona Coco (Myrna Loy), que busca una tutora per al fill de la seva germana, Alphonse, i havia obtingut el nom de Topaze de La Tour. En conèixer i escoltar les declaracions sinceres de Topaze, el baró, cap de lLa Tour Chemical Works , decideix emprar-lo com a front científic per a la seva falsa aigua curativa.
Després d'una trobada en un cafè, on el baró evita per poc una escena amb la seva dona cridant a Coco "Madame Topaze", Coco revela la veritable naturalesa de la seva relació amb el baró al professor ingenu. Quan arriben tard a l'apartament de Coco, el baró està gelós, però aviat s'adona que Topaze és totalment innocent.
Sense saber que l'aigua, "Sparkling Topaze", que s'està venent per tot París, no conté la fórmula medicinal que va inventar per a això, Topaze se sorprèn quan el Dr. Bomb (que havia rebutjat l' "honor" de tenir l'aigua fraudulenta portant el seu nom) es presenta, demanant 100.000 francs al baró o exposarà el producte fraudulent. Però el baró el fa xantatge a canvi amb informació sobre la seva identitat anterior, i Bomb és arrossegat.
Després de confirmar per ell mateix, al laboratori i en un restaurant local, que "Sparkling Topaze" és de fet fals, un Topaze embadalit torna a l'apartament de Coco l'endemà al matí, on Coco estava sobre ell. Al principi, està preparat per ser detingut, però els homes que hi apareixen són, en canvi, una delegació de l’Oficina de Premis i Mèrits, que li atorga les Palmes Acadèmiques. Tots són amics i socis de negocis del Baró, i la bena comença a caure dels ulls del professor Topaze.
La seva ingenuïtat completament destruïda, declarant que "Topaze està mort en un carreró", Topaze decideix lluitar per tornar-se més corrupte que els seus mentors. Refa la seva imatge i, amb Bomb com a ajudant, obre el seu propi despatx, on fa esperar els dignataris per veure'l. Un és el doctor Stegg, que ara vol que Topaze presidi la graduació a l'escola. Topaze aconsegueix fer xantatge al baró perquè col·labori amb la seva empresa amb un relat complet de la seva relació amb Coco, que amenaça de mostrar a la baronessa, el nom de la qual es troben les accions de l'empresa.
A la graduació de l'Acadèmia Stegg, Topaze, que també ha cridat l'atenció romàntica de Coco, atorgarà el premi, que li diuen que anirà al seu antic némesis, Charlemagne de La Tour-La Tour. Fa un petit discurs sobre les seves experiències en el gran món, que l'honestedat no sempre es premia i que la maldat sovint rep més aplaudiments que la virtut. Declarant que no recompensarà els malfactors, mostra la relativa ignorància de Charlemagne a tots els seus companys de classe, i després els atorga el premi.
Se'l veu per última vegada escortant Coco al cinema.

## Repartiment
- John Barrymore com el professor Auguste A. Topaze
- Myrna Loy com a Coco
- Reginald Mason com el baró Philippe de La Tour-La Tour
- Jobyna Howland com a baronessa Hortense de La Tour-La Tour
- Jackie Searl com a Charlemagne de La Tour-La Tour
- Albert Conti com a Henri de Fairville
- Frank Reicher com el Dr. Stegg
- Luis Alberni com el Dr. Bomb

## Recepció
Topaze va ser la primera pel·lícula de RKO a reproduir Radio City Music Hall. El 1933 va guanyar el Premi del National Board of Review a la millor pel·lícula.
Mordaunt Hall va dir: "[I] és una pel·lícula agradable i eficaç, i el Sr. Barrymore li dóna una mica d'art al paper del benigne professor Auguste Topaze, un paper interpretat amb una habilitat estranya a l'escenari per Frank. Morgan."
El 1935, Joseph Breen va rebutjar una reedició planificada com a Codi de producció que s'aplicava estrictament i la relació adúltera entre Coco i Philippe era inacceptable per a l'oficina de Breen.

## Estat de conservació
La pel·lícula ha estat conservada per la Library of Congress, Washington D.C.